# TVes
TVes pour Televisora Venezolana Social, est une chaîne de télévision publique au Venezuela. Elle a commencé à émettre le 28 mai 2007. Sur le réseau hertzien, elle a remplacé la chaîne RCTV (canal 2) dont la concession n'a pas été renouvelée. Cette télévision devra diffuser des productions locales, associatives ou universitaires, alliant culture et divertissement.